# Patrimoni dell'umanità degli Stati Federati di Micronesia
I patrimoni dell'umanità degli Stati Federati di Micronesia sono i siti dichiarati dall'UNESCO come patrimonio dell'umanità negli Stati Federati di Micronesia, che sono divenuti parte contraente della Convenzione sul patrimonio dell'umanità il 22 luglio 2002.
Al 2022 un solo sito è iscritto nella Lista dei patrimoni dell'umanità: Nan Madol: centro cerimoniale della Micronesia orientale, scelto nel 2016 in occasione della quarantesima sessione del comitato del patrimonio mondiale; esso è stato iscritto nella Lista dei patrimoni dell'umanità in pericolo contestualmente alla sua iscrizione nella lista del patrimonio mondiale, a causa dell'insabbiamento dei corsi d'acqua che sta contribuendo alla crescita incontrollata delle mangrovie e minando gli edifici esistenti. Una è anche la candidatura per una nuova iscrizione.

## Siti del Patrimonio mondiale
| Foto | Sito                                                     | Luogo       | Tipo                             | Anno | Descrizione |
| ---- | -------------------------------------------------------- | ----------- | -------------------------------- | ---- | --- |
|      | Nan Madol: centro cerimoniale della Micronesia orientale | Madolenihmw | Culturale (1503; i, iii, iv, vi) | 2016 | Nan Madol è una serie di oltre 100 isolotti al largo della costa sud-orientale di Pohnpei che sono stati costruiti con pareti di basalto e massi di corallo. Questi isolotti ospitano i resti di palazzi in pietra, templi, tombe e tenute residenziali costruiti tra il 1200 e il 1500. Queste rovine rappresentano il centro cerimoniale della dinastia Saudeleur, un periodo vivace nella cultura dell'isola del Pacifico. L'enorme scala degli edifici, la loro raffinatezza tecnica e la concentrazione di strutture megalitiche testimoniano le complesse pratiche sociali e religiose delle società insulari dell'epoca. |

## Siti candidati
| Foto | Sito                                     | Luogo        | Tipo                             | Anno       | Descrizione |
| ---- | ---------------------------------------- | ------------ | -------------------------------- | ---------- | --- |
|      | Siti regionali di dischi monetari yapesi | Fanif, Gagil | Culturale (1994; i, ii, iii, iv) | 29/12/2004 | I siti regionali di Moneta di pietra yapese coinvolgono due paesi, Palau e gli Stati Federati della Micronesia. Nello stato di Yap sono stati nominati due siti: il Banco dei soldi di pietra di Mangyol e l'isola di O'Keefe. Il Banco dei soldi di pietra o campo da ballo di Mangyol, noto anche come Bleyrach, è unico nel design e nella forma in quanto è l'unico banco di monete di pietra nell'intero stato di Yap a forma di croce. L'isola di Taraang, nota anche come "Isola di O'Keefe", è un sito archeologico situato su una piccola isola ricca di vegetazione costituito da rovine e depositi associati a David Dean O'Keefe (1827-1901), un irlandese-americano che occupò Taraang con la sua famiglia e una forza lavoro etnicamente diversificata dal 1872 fino alla sua scomparsa. In cambio del lavoro degli Yapesi per raccogliere e lavorare copra e cetrioli di mare, ha fornito loro il trasporto sulle sue navi a Palau in modo che potessero estrarre e produrre monete di pietra per poi essere trasportati di nuovo a Yap. |